# Карл Фрідріх фон Ледебур
Карл Фрідріх фон Ледебур (нім. Carl Friedrich von Ledebour 8 липня 1786 — 4 липня 1851 або нім. Karl Friedrich von Ledebour) — німецько-естонський ботанік.

## Біографія
Карл Фрідріх фон Ледебур народився 8 липня 1786 року в Штральзунді.
Закінчив медичний факультет Грайфсвальдського університету (1805) та працював там.
Після запрошення до Росії у 1805 був призначений директором ботанічного саду у Дерпті (Тарту).
З 1811 по 1836 рік був професором ботаніки в Дерптському університеті.
Його найбільш важливими працями були Flora Altaica, яка містила описи рослин Алтайських гір, опублікована у 1833 році, та Flora Rossica, опублікована у чотирьох томах у період між 1841—1853 роками, перший повний опис флори Російської імперії.
У Flora Altaica вперше були описані такі види як Яблуня Сіверса (як Pyrus sieversii), дикого предка яблуні, та Модрина сибірська (Larix sibirica).

## Почесті
На честь Карла Фрідріха фон Ледебура були названі роди рослин Ledebouria та Ledebouriella, а також молочай Ледебура.

## Публікації
- Plantae novae Rossiae meridionalis ex Asperifoliarum familia [Архівовано 28 жовтня 2014 у Wayback Machine.]. — 1800 (лат.)
- Monographia generic Paridum [Архівовано 28 жовтня 2014 у Wayback Machine.]. — Дерпт, 1827 (лат.)
- Commentarius in J. G. Gmelini Floram sibiricam [Архівовано 28 жовтня 2014 у Wayback Machine.]. — 1841 (лат.)
- Reise durch das Altai-Gebirge und die soongorische Kirgisen-Steppe. Berlin, 1829—1830. Th. 1-2 (нім.)
- Flora altaica. Berolini, 1829—1832. Th. I—IV (лат.)
- Icones plantarum novarum vel imperfecte cognitarum, floram rossicam, imprimis altaicam illustrantes. Rigae, Londoni, Parisis, 1829—1934. Cent. I—V (лат.)
- Flora Rossica sive Enumeratio Plantarium in Totus Imperii Rossici Provinciis Europaeis, Asiaticis et Americanis hucusque Observatarum. Auctore Dr. Carolo Friderico A Ledebour, Botanices Professore emerito, Augustissimi Rossiae Imperatoris a consiliis status, insignibus muneris sine probro exsecuti ornato, ordinnm St. Wladimiri tertiae classis, St. Annae secundae classis Corona Imperiali decorat., Ludovici darmstadt. Commendator., Aquilae rubrae borussic. et Dannebrogici Equite, Academiar. et Societat. litterar. plur. Sodali. — Stuttgartiae : Sumtibus Librariae E. Schweizerbart, 1853. — Т. Volumen IV. Accedit Index ad totum opus pertinens. — 741 с.